# Diócesis de Rulenge-Ngara
La diócesis de Rulenge-Ngara (en latín: Dioecesis Rulengensis-Ngaraensis, en inglés: Roman Catholic Diocese of Rulenge–Ngara y en suajili: Jimbo Katoliki la Rulenge-Ngara) es una circunscripción eclesiástica de la Iglesia católica en Tanzania. Se trata de una diócesis latina, sufragánea de la arquidiócesis de Mwanza, que tiene al obispo Severine Niwemugizi como su ordinario desde el 8 de noviembre de 1996.

## Territorio y organización
La diócesis tiene 13 004 km² y extiende su jurisdicción sobre los fieles católicos de rito latino residentes en parte de la región de Kagera.
La sede de la diócesis se encuentra en la ciudad de Rulenge, en donde se halla la procatedral de Cristo Rey. 
En 2020 en la diócesis existían 27 parroquias.

## Historia
El vicariato apostólico de Bukoba fue erigido el 8 de abril de 1929 con el breve Ad fidem catholicam del papa Pío XI, obteniendo el territorio de los vicariatos apostólicos de Tabora (hoy arquidiócesis de Tabora) y Victoria-Nyanza (hoy arquidiócesis de Mwanza).
El 25 de marzo de 1953 el vicariato apostólico fue elevado a diócesis con la bula Quemadmodum ad Nos del papa Pío XII. Originalmente era sufragánea de la arquidiócesis de Tabora. Esta diócesis de Bukoba no debe confundirse con la actual, que en cambio deriva del vicariato apostólico de la Kagera Inferior, erigido el 13 de diciembre de 1951.
El 21 de junio de 1960, en virtud del decreto Eminentissimus de la Sagrada Congregación de Propaganda Fide, la diócesis cedió una parte de su territorio a la diócesis de Rutabo, incluida la sede episcopal de Bukoba, que fue trasladada a la ciudad de Rulenge. La diócesis de Rutabo luego cambió su nombre adquiriendo el de la diócesis de Bukoba, mientras que la diócesis actual tomó el nombre de diócesis de Rulenge.
El 18 de noviembre de 1987 pasó a formar parte de la provincia eclesiástica de la arquidiócesis de Mwanza.
El 14 de agosto de 2008 cedió una parte de su territorio para la erección de la diócesis de Kayanga mediante la bula Congregatio pro Gentium del papa Benedicto XVI. El mismo día, como consecuencia del decreto Cum Congregatio de la Congregación para la Evangelización de los Pueblos, tomó su nombre actual.

## Estadísticas
De acuerdo al Anuario Pontificio 2021 la diócesis tenía a fines de 2020 un total de 388 713 fieles bautizados.
| Año                                                                             | Población            | Población | Población      | Sacerdotes | Sacerdotes    | Sacerdotes    | Bautizados por sacerdote | Diáconos permanentes | Religiosos | Religiosos | Parroquias |
| Año                                                                             | Bautizados católicos | Total     | % de católicos | Total      | Clero secular | Clero regular | Bautizados por sacerdote | Diáconos permanentes | Varones    | Mujeres    | Parroquias |
| ------------------------------------------------------------------------------- | -------------------- | --------- | -------------- | ---------- | ------------- | ------------- | ------------------------ | -------------------- | ---------- | ---------- | ---------- |
| 1950                                                                            | 111 581              | 523 903   | 21.3           | 70         | 25            | 45            | 1594                     |                      | 13         | 97         | 17         |
| 1957                                                                            | 96 631               | 421 918   | 22.9           | 73         | 12            | 61            | 1323                     |                      | 11         | 107        | 16         |
| 1970                                                                            | 105 271              | 274 914   | 38.3           | 43         | 14            | 29            | 2448                     |                      | 37         | 38         | 14         |
| 1980                                                                            | 148 539              | 458 423   | 32.4           | 47         | 27            | 20            | 3160                     |                      | 27         | 138        | 15         |
| 1990                                                                            | 192 825              | 559 025   | 34.5           | 52         | 42            | 10            | 3708                     |                      | 20         | 206        | 15         |
| 1999                                                                            | 494 884              | 925 200   | 53.5           | 64         | 59            | 5             | 7732                     |                      | 11         | 227        | 20         |
| 2000                                                                            | 504 500              | 871 436   | 57.9           | 62         | 57            | 5             | 8137                     |                      | 11         | 189        | 20         |
| 2001                                                                            | 533 006              | 871 436   | 61.2           | 64         | 58            | 6             | 8328                     |                      | 13         | 193        | 23         |
| 2002                                                                            | 549 783              | 894 963   | 61.4           | 59         | 54            | 5             | 9318                     |                      | 12         | 186        | 25         |
| 2003                                                                            | 564 378              | 939 833   | 60.1           | 58         | 54            | 4             | 9730                     |                      | 10         | 161        | 25         |
| 2004                                                                            | 595 773              | 1 171 209 | 50.9           | 59         | 56            | 3             | 10 097                   |                      | 9          | 146        | 25         |
| 2008                                                                            | 344 054              | 767 359   | 44.8           | 48         | 46            | 2             | 7167                     |                      | 4          | 164        | 15         |
| 2010                                                                            | 168 921              | 835 000   | 20.2           | 41         | 39            | 2             | 4120                     |                      | 8          | 303        | 15         |
| 2014                                                                            | 196 000              | 942 000   | 20.8           | 45         | 43            | 2             | 4355                     |                      | 9          | 151        | 19         |
| 2017                                                                            | 343 053              | 1 052 000 | 32.6           | 49         | 47            | 2             | 7001                     |                      | 8          | 158        | 20         |
| 2020                                                                            | 388 713              | 1 066 490 | 36.4           | 53         | 51            | 2             | 7334                     |                      | 8          | 280        | 27         |
| Fuente: Catholic-Hierarchy, que a su vez toma los datos del Anuario Pontificio. |                      |           |                |            |               |               |                          |                      |            |            |            |

## Episcopologio
- Burkhard Huwiler, M.Afr. † (18 de marzo de 1929-20 de marzo de 1946 renunció)
- Lorenzo Tétrault, M.Afr. † (13 de noviembre de 1947-20 de marzo de 1951 falleció)
- Alfred Lanctôt, M.Afr. † (13 de diciembre de 1951-30 de mayo de 1969 falleció)
- Christopher Mwoleka † (26 de junio de 1969-8 de noviembre de 1996 renunció)
- Severine Niwemugizi, desde el 8 de noviembre de 1996